# Les Super Nanas (série télévisée d'animation, 1998)
Pour les articles homonymes, voir Les Super Nanas.
Vous lisez un « bon article » labellisé en 2013.
Les Super Nanas (2016)
Les Super Nanas (The Powerpuff Girls) est une série d'animation américaine créée par Craig McCracken, produite par Cartoon Network Studios et diffusée aux États-Unis sur Cartoon Network du 18 novembre 1998 au 25 mars 2005.
La série se centre sur les aventures de Belle, Bulle et Rebelle, trois super-héroïnes à l'apparence de petites filles, et de leur créateur, un scientifique du nom de professeur Utonium, résidents dans la ville fictive de Townsville. Les filles sont généralement appelées par le maire de la ville pour combattre divers monstres et antagonistes.
McCracken, animateur et créateur de la série, développe le concept et l'origine des Supers Nanas en 1993 dans un court-métrage d'animation intitulé Whoopass Stew! The Whoopass Girls in: A Sticky Situation durant sa seconde année d'étude au CalArts. Après avoir effectué un changement mineur dans le titre, la chaîne Cartoon Network diffuse le tout premier épisode des Supers Nanas dans un programme nommé World Premiere Toons en 1995 et en 1996 sous le label de Cartoon Cartoon. Un total de 6 saisons et de 78 épisodes ont été diffusés, dont deux courts-métrages : un épisode spécial Noël et un épisode spécial fêtant les dix ans de la série. Cartoon Network produit une nouvelle version de la série diffusée à partir d'avril 2016, aux États-Unis, comme en France.
La série est positivement accueillie par l'ensemble des critiques et rédactions. Elle a été nommée neuf fois aux Annie Awards, six fois aux Emmy Awards et une fois aux Kids' Choice Awards ; au total, la série originale a été récompensée quatre fois. Plusieurs médias et produits ont été inspirés de la série, créant ainsi une franchise, incluant un film, un anime, trois albums, une collection de cassettes vidéo et de DVD, et une série de jeux vidéo.

## Synopsis
La série suit les aventures de trois protagonistes nommées Belle, Bulle et Rebelle. Chacune est identifiée par une couleur qui lui est propre : le rose pour Belle, le bleu ciel pour Bulle, et le vert citron pour Rebelle. Chacune de ces petites filles possède des supers-pouvoirs qu'elles utilisent habituellement pour défendre leur ville face à la menace de divers monstres et antagonistes,. Entretemps, ces petites filles vivent le quotidien de tout enfant de leur âge incluant la rivalité entre sœurs, la perte des dents de lait, l'hygiène personnelle, la scolarité, les énurésies nocturnes, et autres passe-temps. Leurs exploits se déroulent habituellement dans la ville de Townsville, aux États-Unis, perçue comme une ville imposante dans la série avec de nombreux gratte-ciels.

## Personnages

Silhouettes des Supers Nanas de gauche à droite : Bulle, Belle et Rebelle.

Comme expliqué lors du générique d'ouverture de chaque épisode, les Supers Nanas ont été créées en laboratoire par le professeur Utonium, celui-ci ayant initialement pour but de « créer les petites filles parfaites » grâce à un mélange particulier « de sucre, d'épices et de tas de bonnes choses » ; les ingrédients utilisés sont mélangés par ordre de couleurs, avec respectivement le bleu ciel, le vert et le rose, définissant à chacune leur personnalité,,. Cependant, le professeur Utonium ajoute accidentellement un ingrédient supplémentaire à la mixture, appelé « agent chimique X », créant ainsi, à la place de « petites filles parfaites », trois petites filles en possession de supers-pouvoirs qui incluent notamment la capacité de voler dans les airs, une force surhumaine, une rapidité hors du commun, une invulnérabilité quasi totale, des sens sur-développés, et une vision infrarouge,. Elles utilisent en général leurs pouvoirs pour combattre divers monstres et antagonistes principaux tels que Mojo Jojo, un singe anthropomorphe à la peau verdâtre doté d'une grande intelligence, Grofilou (Fuzzy Lumpkins), un personnage aux allures de peluche vivant dans une ferme, et Lui (Him), un personnage satanique vraisemblablement travesti.
Physiquement, ces trois petites filles possèdent une tête ovale surdimensionnée, de très grands yeux (inspirés des œuvres de l'artiste américaine Margaret Keane,) ainsi que de petits bras et de petites jambes ; elles sont cependant dépourvues de nez, d'oreilles, de doigts, de cou, de pieds, de sourcils et d'orteils. À la création des personnages, McCracken explique avoir privilégié une apparence plus symbolique des filles plutôt qu'un physique tiré dans le réalisme, ce qui signifie que peu de détails ont été ajoutés aux dessins. Cela est justifié dans l'épisode Je l'ai encore fait comme étant une conséquence de l'Agent Chimique X. Elles portent de petites robes rayées assorties à la couleur de leurs yeux, des collants blancs et des babies noires. Chacune des trois héroïnes joue un rôle propre. Belle est la meneuse du groupe, la plus forte et la plus maligne de ses sœurs qui possède le pouvoir de geler tout ce qu'elle désire. Bulle répand la joie et le rire, et est très sensible, et Rebelle a soif d'action et de combats, et est souvent en conflit avec ses sœurs,,.

## Fiche technique
- Titre original : The Powerpuff Girls
- Titre français : Les Super Nanas
- Création : Chris Savino, Craig McCracken
- Réalisation : Craig McCracken, John McIntyre, Randy Myers, Lauren Faust, Genndy Tartakovsky
- Scénario : Craig McCracken, Amy Keating Rogers, Chris Savino, John McIntyre, Lauren Faust, Craig Lewis, Cindy Morrow, Chris Reccardi…
- Direction artistique : Don Shank, Craig Kellman, Paul Stec
- Animation : Robert Alvarez (supervision), James T. Walker
- Montage : Paul Douglas, Bobby Gibis
- Musique : James L. Venable, Stephen Rucker, Thomas Chase
- Production : Genndy Tartakovsky, Brian A. Miller (supervision) ; Chris Savino, Craig McCracken
- Sociétés de production : Hanna-Barbera Productions (1998-2001) ; Cartoon Network Studios (2002-2005)
- Société de distribution : Warner Bros. International Television
- Pays d'origine :  États-Unis
- Langue originale : anglais
- Format : couleur — 16 mm Digital - 4/3 — son Dolby stéréo
- Genre : animation
- Nombre d'épisodes : 78 (6 saisons)
- Durée : 22 minutes
- Dates de sortie :
  - États-Unis : 18 novembre 1998
  - France : 8 janvier 2000

## Distribution

### Voix originales
- Cathy Cavadini : Belle
- Tara Strong : Bulle
- Elizabeth Daily : Rebelle

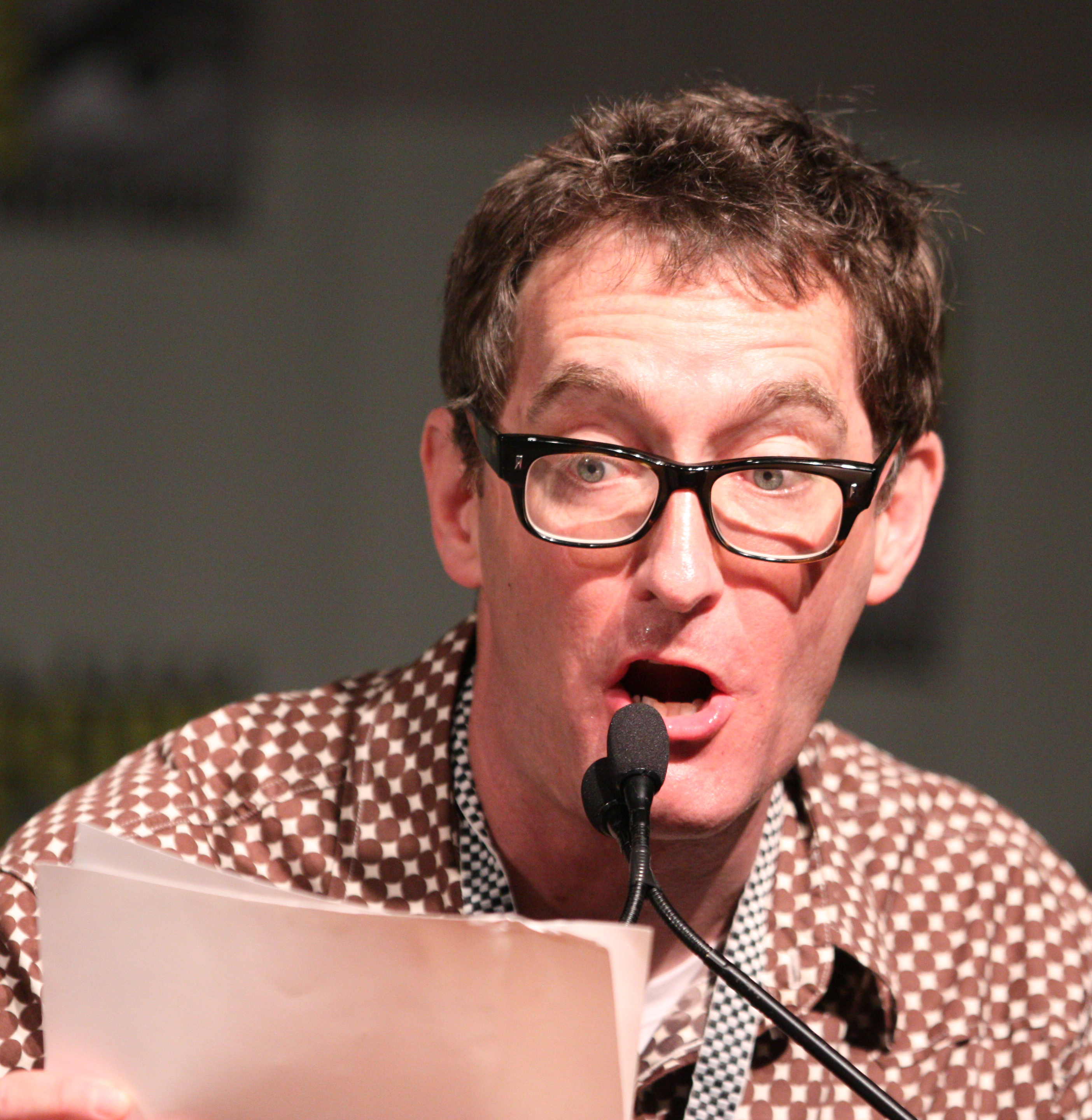
L'acteur américain Tom Kenny qui prête sa voix, entre autres, au narrateur dans la version originale.

- Christine Cavanaugh : Lapin / Bisou
- Tom Kane : Professeur Utonium / Lui / Chien Parlant
- Tom Kenny : Narrateur / Maire de Townsville / Mitch Mitchelson / La Vipère / Petit Arturo
- Jennifer Martin : Mlle Sara Bellum
- Jennifer Hale : Mlle Keane / Princesse Plénozas / Sedusa
- Roger L. Jackson : Mojo Jojo / Bâtard
- Jeff Bennett : Ace Copular / Grubber / Big Billy
- Jim Cummings Grofilou
- Chuck McCann : Bossman / Junior / Slim
- Rob Paulsen : Balèze / Fierabra
- Aaron Spann : Michel LeCroix
- Julie Nathanson (en) : Mlle Bellum enfant / Enseignant / Robin Snyder

Sources : TV.com

### Voix françaises
- Sauvane Delanoë : Belle
- Chantal Macé puis Marie-Laure Dougnac : Bulle (Claude Lombard : Bulle (chant dans les épisodes Le Voleur de couleurs et Le Bien et le mal)
- Martine Reigner : Rebelle
  - Barbara Beretta : Rebelle (chant dans Le Bien et le mal)
- Serge Blumental : le professeur Utonium
- Jean-Pierre Gernez : le narrateur
- René Morard : le maire de Townsville
- Pascale Jacquemont : Mlle Sarah Bellum
- Catherine Cyler : Mlle Keane
- Julie Turin et Dorothée Jemma : Mlle Keane (voix de remplacement)
- Christian Pélissier : Mojo Jojo
  - Michel Elias : Mojo Jojo (voix chantée)
- François Jaubert : Lui[18]
- Ludivine Sagnier puis Charlyne Pestel (à partir de la 4e saison) : princesse Plénozas
- David Krüger : Ace
- Pierre-François Pistorio : Shaylan
- Thierry Wermuth : Brian Larsen, le réalisateur / Stan Practise (épisode 63)
- Stéphane Marais : Balèze, voix additionnelles
- Jean-Michel Farcy : Big Billy
- Michel Barbey : voix additionnelles
- Jérémy Prévost : Fierabra
- Régine Teyssot : Sédusa, voix additionnelles
- Laurent Mantel : Slim
- Laurent Gerra : Bâtard
Version française
  - Studio de doublage : Dubbing Brothers
  - Direction artistique : Anne Rochant et Maïk Darah
  - Adaptation : Nadine Delanoë, Michel Berdah, Marianne Lawrence Perisson, Anthony Dal Molin, Philippe Ringenbach, Marina Raclot, Hélène Chaubet[19]

## Production

### Développement

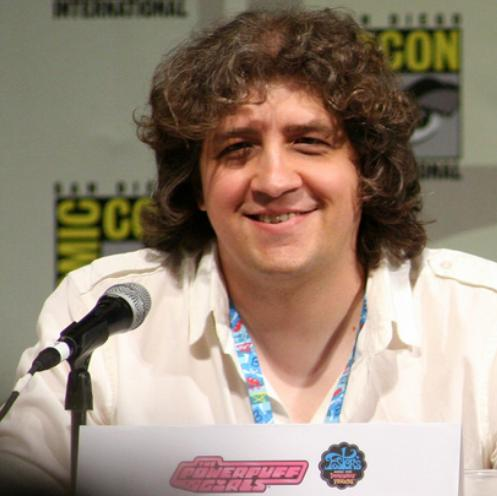
Craig McCracken, créateur et concepteur des Supers Nanas.

Durant sa première année d'étude dans un programme d'animation au CalArts, Craig McCracken, le créateur originel de la série, décide à cette période de créer un court-métrage basé sur un personnage fictif nommé No Neck Joe. En juin 1991, il dessine trois petites filles sur un papier en guise de carte d'anniversaire pour son frère,. L'année suivante, il décide d'inclure ces trois petites filles dans un court-métrage qu'il nomme Whoopass Stew! The Whoopass Girls in: A Sticky Situation. À l'origine, McCracken souhaitait animer quatre courts-métrages de ces personnages qu'il a nommé les Whoopass Girls, mais il ne parvient à en animer qu'un seul. Les courts-métrages de McCracken sont par la suite sélectionnés pour une diffusion au Spike and Mike's Sick and Twisted Festival of Animation en 1994,. Entretemps, alors qu'il travaille sur le dessin-animé Bêtes comme chien en 1993, McCracken apprend que les Whoopass Girls ont été sélectionnées pour une diffusion sur Cartoon Network ; cependant, le mot Whoopass — qui signifie littéralement « botter le cul de... » et qui désigne également une substance toxique trouvée dans les cannettes de soda — trop argotique, devait être remplacé pour qu'il puisse être inclus dans le programme télévisé What a Cartoon!. The Whoopass Girls sont alors renommées The Powerpuff Girls (plus tard nommées Les Supers Nanas dans la version française). Le nouveau court-métrage de McCracken, intitulé The Powerpuff Girls in: Meat Fuzzy Lumpkins, est diffusé dans le programme World Premiere Toon-In de la chaîne le 20 février 1995. Ce court-métrage ne fait pas l'unanimité auprès des téléspectateurs, et la chaîne choisit à la place de faire une continuité de la série Le Laboratoire de Dexter, un projet que McCracken et son ancien camarade Genndy Tartakovsky (qui a également réalisé certains épisodes des Supers Nanas) avaient créés ensemble,. Le producteur exécutif de Cartoon Network, Mike Lazzo, lui donne une nouvelle chance et autorise McCracken à produire un nouveau court-métrage des Supers Nanas intitulé Crime 101, par la suite diffusé dans le programme What a Cartoon! au début de 1996. Le scénariste Ernie Anderson, acteur des premiers pilotes, succombe d'un cancer en 1997, et est remplacé par Tom Kenny pour le reste de la série.
La première saison des Supers Nanas débute officiellement aux États-Unis le 18 novembre 1998, et devient la série la plus regardée de la chaîne à cette période,,. Chaque semaine, la série atteint constamment une audience très importante et attire démographiquement aussi bien les jeunes enfants que les adultes,, et aussi bien les garçons que les filles. En octobre 2000, Cartoon Network ajoute Les Supers Nanas dans une diffusion en début de soirée chaque vendredi soir. Dès fin 2000, de nombreux produits dérivés de la série sont commercialisés incluant t-shirts, jouets et figurines, jeux vidéo, ligne de vêtements et de vaisselles. Concernant son succès, McCracken ne pensait pas que le phénomène aurait pris une telle ampleur,. En grande surface, le succès des produits était tel qu'il n'arrivait pas à combler la demande toujours grandissante des clients. Un peu plus tard, Les Supers Nanas, le film sort en salle aux États-Unis en juin 2002, puis est diffusé le 23 mai 2003 sur Cartoon Network avec quelques changements dans le style graphique. À la suite de ce film et après quatre saisons, McCracken quitte la production pour se focaliser sur le projet d'une autre série d'animation de son invention intitulée Foster, la maison des amis imaginaires, menant Chris Savino à occuper sa place vacante. La série originale prend initialement fin dès le 25 mars 2005 après six saisons,. Cartoon Network offre la possibilité à McCracken et Savino de réaliser une septième saison, mais les deux créateurs déclinent cette proposition, expliquant que la série a fait son temps. En août 2008, McCracken révèle sur son compte officiel DeviantArt, comme annoncé au Comic-Con durant la même année, son intention de réaliser un court-métrage d'animation d'une demi-heure en collaboration avec Cartoon Network spécialement pour célébrer la dixième année d'existence de la série. Ce court-métrage spécial, intitulé The Powerpuff Girls Rule!!!, est diffusé sur Cartoon Network Pan-Europe le 29 novembre 2008 lors du marathon télévisé spécial Supers Nanas, et aux États-Unis le 19 janvier 2009, également lors d'un marathon. Contrairement aux précédents épisodes de la série, ce court-métrage est animé par Adobe Flash chez Cartoon Network Studios.

### Épisodes

Logo original de la chaîne télévisée Cartoon Network, sur laquelle la série des Supers Nanas a été originellement diffusée.

La série originale des Supers Nanas est initialement diffusée aux États-Unis sur la chaîne de télévision Cartoon Network entre le 18 novembre 1998 et le 25 mars 2005 et compte un total de 78 épisodes et de 6 saisons,. La série a également été diffusée le 3 juillet 2002 sur le bloc de programmation Kids' WB. En mars 2012, la série est rediffusée sur Cartoon Network dans le programme Cartoon Planet. Une collection de DVD a été commercialisée depuis l'année 2000,,,. La première saison complète est commercialisée dans un coffret DVD aux États-Unis le 16 juin 2007, et un coffret contenant toutes les saisons est commercialisé le 20 janvier 2009 par Warner Bros. pour célébrer le dixième anniversaire de la série. Internationalement, et comme pour bon nombre de séries d'animation Cartoon Network, la série des Supers Nanas a été adaptée et diffusée dans de nombreux pays. En France, la série est pour la première fois diffusée le 9 décembre 2000 sur Cartoon Network, et rediffusée sur France 3 dans le programme La Bande à Dexter . La série sera également rediffusée sur TPS Cinéfamily dans le bloc de programmation WB Kids, ainsi que sur Gulli. Elle sera ensuite rediffusée sur Boing dès août 2011 jusqu'en 2015. En Belgique, elle est diffusée sur Club RTL, et au Québec sur Télétoon puis sur Télétoon Rétro,.
Les épisodes, inspirés du genre tokusatsu, dans lesquelles les protagonistes combattent divers antagonistes pour sauver leur ville, contiennent une ou plusieurs références liée à la culture populaire (comme l'épisode Quatre méchants dans le vent, rendant hommage au groupe britannique des Beatles), et incluent le plus souvent possible des gags à répétition. McCracken, le créateur de la série, explique que, dans chaque épisode, il se devait de peaufiner le concept des bons et des mauvais personnages. Il explique également que le style graphique se devait d'être simple permettant aux studios outre-mer de reproduire rapidement les dessins. Chaque épisode a été dessiné main chez Rough Draft Studios en Corée du Sud, à l'exception des courts-métrages diffusés dans le programme What a Cartoon!, le premier ayant été réalisé aux studios Animal House au Japon, et le second chez Fil Cartoons aux Philippines. Concernant les musiques, James L. Venable est l'auteur du générique de début, et le groupe écossais Bis du générique de fin. Le thème d'ouverture se base sur un échantillon musical intitulé Funky Drummer de Clyde Stubblefield.

## Médias
La série des Supers Nanas ayant gagné en popularité depuis sa première diffusion sur la chaîne de télévision Cartoon Network, de nombreux produits dérivés à son effigie ont été initialement commercialisés sous de nombreuses formes sur le marché nord-américain. Ces médias incluent parmi tant d'autres, long-métrage, adaptations animées, cassettes vidéo et DVD, compilations musicales, jeux vidéo, comics, jouets, peluches, ainsi que de brèves apparitions, comme dans une parodie de la série d'animation MAD, et sous la forme de figurines promotionnelles dans des branches de restauration rapide comme Subway et Burger King. La série et ses trois principales protagonistes ont également eu une certaine influence sur la culture populaire. Un lien entre le trio et le féminisme s'est par ailleurs créé dans le concept du Girl Power, et de la troisième vague féministe. Chez les particuliers, certaines représentations s'inspirent des personnages de la série et de son univers.

### Film
Un film dérivé de la série originale, intitulé Les Supers Nanas, le film (Le Film des Supers Nanas au Québec), est commercialisé aux États-Unis le 3 juillet 2002 par Warner Bros. et Cartoon Network, et le 28 août 2002 en France. Il explique les origines des Supers Nanas et la manière dont elles sont devenues les gardiennes de leur ville,. Le film est positivement accueilli avec une note générale de 63 % sur Rotten Tomatoes ; cependant, il est critiqué en raison de sa « violence. » Le film remporte un total 15 millions $ dans le monde entier pour un budget de 11 millions $.

### Autres adaptations animées
En avril 2005, un projet pour une adaptation de la série originale en anime, initialement intitulée Demashita! Pawapafu Gāruzu Zetto, et plus tard renommée Les Supers Nanas Zeta en français, est annoncé. Ce projet, dérivé du genre magical girl, est créé en collaboration avec les sociétés Toei Animation, Aniplex et Cartoon Network. Tous les personnages, dont les principales protagonistes, issus de la série originale, ont été physiquement remaniées pour s'adapter à l'audience japonaise. La série est diffusée pour la première fois au Japon avec 52 épisodes d'une demi-heure, chaque samedi du 1er juillet 2006 au 23 décembre 2006, et du 6 janvier 2007 au 30 juin 2007. La série dévie, cependant, du scénario et des personnages originaux, mais rappelle le thème essentiel de la série originale lorsqu'elle a rencontré le succès. Une version en anglais est produite en parallèle chez Ocean Studios à Vancouver, au Canada puis diffusée sur Cartoon Network Asie et Boomerang Australie,.
Le 28 janvier 2013, la diffusion d'un nouvel épisode, Danse avec les Supers Nanas (The Powerpuff Girls: Dance Pants R-EVIL-ution), est annoncée. Le scénario retrace une nouvelle fois les aventures des trois protagonistes tentant de sauver leur ville, et également le monde face à diverses menaces. Cette adaptation, aux dessins différents comparée à son prédécesseur, est réalisée par Dave Smith, qui s'est auparavant occupé de la réalisation d'épisodes des Supers Nanas et du Laboratoire de Dexter,,,. Ringo Starr, l'ancien batteur du groupe britannique The Beatles est annoncé dans la version originale pour chanter la musique d'ouverture intitulée I Wish I Was a Powerpuff Girl, ainsi que le doublage d'un personnage du nom de Fibonacci Sequins. Concernant le doublage, les acteurs de la série originale reprennent leur place respective, dont Tara Strong, l'interprète américaine de Belle, confirmant sur son compte Twitter le 29 janvier 2013 son retour officiel.

### Musiques
Trois compilations musicales tirées de la série originale ont été commercialisées. La première, intitulée Heroes & Villains et commercialisée le 18 juillet 2000 aux États-Unis, contient les musiques originales des personnages des Supers Nanas composées par des musiciens et groupes de musiciens dont Devo, Bis, The Apples in Stereo et Frank Black ; ce premier album atteint le classement des musiques pour enfants dans le magazine Billboard. Un autre album, intitulé The City of Soundsville et commercialisé le 18 septembre 2001, contient des thèmes orientés electronica, qui a également été bien accueilli par les critiques,. Le troisième album, intitulé Power Pop et commercialisé le 12 août 2003 contient principalement des musiques pour adolescents orientées pop et est considéré comme « une grosse déception » par les critiques.

### Jeux vidéo
Les jeux vidéo tirés de la série Les Supers Nanas contiennent des thèmes d'action en tout genre. The Powerpuff Girls : L'Affreux Mojo Jojo sur Game Boy Color, commercialisé le 14 novembre 2000 aux États-Unis et en 2001 en France, suit Belle dans sa quête pour vaincre Mojo Jojo,, ; le jeu est considéré comme « simple et ennuyeux » sur le site GameSpot et généralement mal accueilli par les critiques,. The Powerpuff Girls : Panique à Townsville, un autre jeu commercialisé en novembre 2000 sur Game Boy Color, suit Rebelle dans sa lutte contre le crime. The Powerpuff Girls : Bulle contre Lui suit Bulle dans son combat contre Lui et a été commercialisé le 27 février 2001 sur Game Boy Color,. The Powerpuff Girls : À la poursuite du gâteau chimique est commercialisé en octobre 2001 sur PlayStation, et suit les trois protagonistes dans leur lutte contre les méchants pour récupérer l'agent chimique X et traquer Mojo Jojo ; IGN accueille négativement le jeu, attribuant la note de 2 sur 10 à la version PSone,. The Powerpuff Girls: Mojo Jojo A-Go-Go, commercialisé le 27 novembre 2001 sur Game Boy Advance, se centre sur la mission des trois filles pour arrêter Mojo Jojo et ses sbires ; le jeu est accueilli d'une manière mitigée,,. The Powerpuff Girls : L'Attaque des aromates est commercialisé en novembre 2002 aux États-Unis et le 26 février 2004 en France sur PlayStation 2 et GameCube. Le jeu, accueilli d'une manière mitigée, met en scène ces personnages jouables dans un monde développé en 3D.
Divers personnages de la série Les Supers Nanas sont jouable dans les jeux Cartoon Network Racing et Cartoon Network Punch Time Explosion.
Dans MultiVersus, la ville de Townsville est disponible comme un stage depuis le 28 mai 2024, Mojo Jojo apparaît également comme personnage non jouable dans ce stage où il peut attaquer les combattants. Les Supers Nanas seront ajoutées comme personnage jouable à partir du 17 septembre 2024.

### Autres
La branche Delta Express a fait la promotion de la série en y faisant peindre les personnages de Belle, Bulle et Rebelle sur un Boeing 737-200. Le vol inaugural de l'avion s'est déroulé à l'aéroport international de Boston-Logan à Boston, dans le Massachusetts, le 17 juillet 2000. Également, des trophées en forme de flacon d'« Agent chimique X », avec l'ombre des trois protagonistes de la série, ont été conçus par la branche Jager Di Paola Kemp Design pour les compétitions féminines de snowboard et de surf sponsorisées par Cartoon Network. Du côté de la restauration rapide, la branche Subway a offert quatre jouets Supers Nanas, du 21 août au 1er octobre 2000, pour l'achat d'un menu enfant. Six jouets pour enfants chez Dairy Queen, ainsi qu'un ticket de loterie pour gagner la cassette vidéo des Supers Nanas intitulée Boogie Frights, étaient également offerts. En 2001, les trois protagonistes de la série sont représentées sur chaque paquet de céréales Kellogg's. En juillet 2002, Jack in the Box offre des jouets dérivés du film. Le 10 février 2003, Burger King offre pendant quatre semaines des jouets Supers Nanas et Dragon Ball Z. En octobre 2011, les magasins Toys “R” Us de New York lancent la commercialisation de jouets Supers Nanas, en même temps que ceux de la série Ben 10.
Une parodie dérivée des Supers Nanas et de la sitcom américaine 2 Broke Girls, connue sous le nom de 2 Broke Powerpuff Girls, a été diffusée le 30 janvier 2012 sur Cartoon Network dans la seconde saison de la série d'animation MAD. Cette parodie met en scène Bulle et Rebelle, obligées de gagner de l'argent en travaillant dans un restaurant rapide dirigé par Lui, après que leur émission ait été suspendue. Les doubleurs originaux, Tara Strong et Tom Kane, reprennent leur doublage de Bulle et Lui, respectivement. Lors de sa diffusion, l'épisode de MAD incluant cette parodie a atteint 1,903 million de téléspectateurs.
En février 2013, IDW Publishing annonce un partenariat avec Cartoon Network pour produire des comics du même nom dérivés de la série originale, le premier volet étant commercialisé en septembre 2013. Également, une adaptation manga, illustrée par l'auteur japonais Shiho Komiyuno, est incluse au magazine Ribon de Shūeisha entre juillet 2006 et juillet 2007. Une autre adaptation manga intitulée PowerPuff Girls Doujinshi a été créée en 2004 et incluse chez Snafu Comics ; les filles sont plus âgées, mais possèdent la même personnalité qu'elles adoptent dans la série d'animation, et font la rencontre d'autres personnages de dessins-animés. Le scénario montre désormais les filles scolarisées dans la ville voisine de Townsville connue sous le nom de Megaville. Le comic est récompensé « meilleur comic de super-héros » et « meilleur design des personnages » aux Web Cartoonist's Choice Awards en 2005.

## Accueil

### Critiques et rédactions
La série Les Supers Nanas est positivement accueillie par la majeure partie des critiques et rédactions. Dans une revue du magazine Entertainment Weekly, Marc Bernadin félicite la série pour son « sens aigu de la culture pop » et son « sens de l'humour inégalé », donnant un accueil plus chaleureux que les cartoons de super-héros « ennuyeux » avec lesquels il a grandi. Peter Marks du magazine The New York Times note l'utilisation d'humour adulte et des références culture-pop de la série, expliquant que « la série, même avec son humour, fait appel aussi bien au téléspectateur de 37 ans que celui de 7 ans. » Joly Herman, de l'organisation à but non-lucrative Common Sense Media, décrit l'émission notamment comme « adorable » ; elle note, cependant, que la série peut basculer en un rien de temps dans la violence et qu'il n'existe aucun moyen de protéger les jeunes téléspectateurs de cette violence. Robert Lloyd de Los Angeles Times explique que la série serait « transgressive » et basée sur la violence mais « également adorable. » TV Guide classe Les Supers Nanas à la 17e place dans sa liste des 50 plus grands personnages de cartoon de tous les temps. IGN classe la série à la 18e place de son Top 25 des meilleures séries d'animation de tous les temps en 2006.

### Distinctions
| Date | Récompense          | Catégorie                                     | Nomination | Résultat   | Réf.    |
| ---- | ------------------- | --------------------------------------------- | --- | ---------- | ------- |
| 1999 | Annie Awards        | Design et concept d'un personnage d'animation | Craig Kellman (pour l'épisode Dynamo - Dynamite) | Nomination | [ 117 ] |
| 1999 | Annie Awards        | Réalisation d'une série d'animation           | John McIntyre (pour l'épisode La Fiancée du professeur) | Nomination | [ 117 ] |
| 1999 | Annie Awards        | Doublage dans une série d'animation           | Tara Charendoff (Tara Strong) Bulle | Nomination | [ 117 ] |
| 1999 | Primetime Emmys     | Meilleure animation                           | Craig McCracken, John McIntyre, Amy Keating Rogers, Jason Butler Rote et Genndy Tartakovsky (pour les épisodes Méchante Bulle et La Vérité toute nue)                      | Nomination | [ 118 ] |
| 2000 | Annie Awards        | Trame dans une série d'animation              | Chris Savino (pour l'épisode Le Marchand de sable) | Nomination | [ 119 ] |
| 2000 | Primetime Emmys     | Meilleure animation                           | Don Shank (pour les épisodes Une 4e Super Nana et Un super doudou) | Lauréat    | [ 120 ] |
| 2000 | Primetime Emmys     | Meilleur programme d'animation                | Robert Alvarez, Craig McCracken, John McIntyre, Randy Myers, Amy Keating Rogers et Genndy Tartakovsky (pour les épisodes L'Invasion des brocoloïdes et Le Bain de Rebelle) | Nomination | ,       |
| 2001 | Annie Awards        | Thème musical dans une série d'animation      | James L. Venable, Thomas Chase, et Steve Rucker (pour l'épisode Quatre méchants dans le vent)                                                                              | Lauréat    | [ 122 ] |
| 2001 | Annie Awards        | Design dans une série d'animation             | Don Shank | Lauréat    | [ 122 ] |
| 2001 | Primetime Emmys     | Meilleur programme d'animation                | Robert Alvarez, Lauren Faust, Craig McCracken, John McIntyre, Amy Rogers, et Genndy Tartakovsky (pour l'épisode Les Dents longues et Quatre méchants dans le vent)         | Nomination | ,       |
| 2001 | Kids' Choice Awards | Cartoon préféré                               | Les Supers Nanas | Nomination | [ 124 ] |
| 2002 | Annie Awards        | Design et concept d'un personnage d'animation | Paul Rudish (pour l'épisode Club privé) | Nomination | [ 125 ] |
| 2003 | Annie Awards        | Design et concept d'un personnage d'animation | Andy Bialk (pour l'épisode Sauver Mojo Jojo) | Nomination | [ 126 ] |
| 2004 | Annie Awards        | Design et concept d'un personnage d'animation | Chris Reccardi (pour l'épisode Mojo le Kid) | Nomination | [ 127 ] |
| 2004 | Primetime Emmys     | Meilleur programme d'animation                | Robert Alvarez, Lauren Faust, entre autres (pour l'épisode Il faut sauver Noël)                                                                                            | Nomination | ,       |
| 2005 | Primetime Emmys     | Réalisation d'une série d'animation           | Frank Gardner (pour l'épisode Mojo le Kid) | Lauréat    | [ 120 ] |